# 兼学流
兼学流（けんがくりゅう）とは、白神伊輔正則が興した柔術の流派。不遷流と起倒流を兼学していた。

## 歴史
白神伊輔正則は、起倒流を原竜渓に不遷流を武田物外と武田禎二から学び、二つの流派を合わせて兼学流として教えていた。

### 白神伊輔
白神伊輔（白神伊助）は中島 (倉敷市)の人である。幼少より武術を好み、原龍渓より起倒流を学んだ。また、武田物外と武田禎二から不遷流、赤木六大夫長定から竹内流（呑敵流）を学び免許皆伝を得た。剣術も学んでおり神道無念流を究めている。他に直心影流、清心流、平心流などを修め八流派の免許を持っていた。
中島 (倉敷市)に練武館という道場を開き、1600人余りの門人を育てた。大正2年（1913年）に大日本武徳会より教士を授けられた。大正4年4月10日（1915年）82歳で歿す。墓は倉敷市中島の高蔵寺にある。

### 原龍渓
原龍渓は中島 (倉敷市)小溝の人である。源之真とも。旧姓は勝田で原家の養子となった。
九歳で京都に上り医術と起倒流を学び、帰郷して中島 (倉敷市)小溝に道場を開いた。新見藩の御典医（藩医）を務めたこともあった。文久元年四月二十七日（1861年）、六十歳で歿す。

## 系譜
兼学流と言われているが、白神伊輔の門人の田中喜一郎系は不遷流を名乗って活動しており、また白神光蔵は白神伊輔より起倒流の奥儀と不遷流秘伝巻を伝えられていることから二つの流派をそのまま兼学していたものと考えられる。

### 兼学流の系譜
- 白神伊輔正則[1]
  - 白神光蔵源信流（船穂町水江）
    - 萩原米吉
    - 萩原良三郎
    - 中原康好
    - 小山好夫
    - 畑野亀野

  - 妹尾宝三郎
  - 古川壮三
  - 田中喜一郎（不遷流）
    - 船浅次郎（倉敷市連島、1945年2月不遷流免許皆伝）

### 白神伊輔までの系譜
不遷流
- 武田物外
- 武田禎二
- 白神伊輔正則

起倒流
- ー吉村兵助より前は省略ー
- 吉村兵助扶寿
- 堀田左五右衛門頼康
- 寺田市右衛門
- 大岩三之丞盛次
- 大岩三之丞盛勝
- 湯浅正三郎
- 日出谷元吉
- 原龍渓（倉敷小溝、京都で起倒流を学ぶ）
- 白神伊輔正則

竹内流（呑敵流）
- 𠮷里呑敵齋信武
- 増田忠次
- 赤木六大夫長定
- 白神伊輔正則[1]

直心影流
- 山田平左衛門
- 長沼四郎左衛門国郷
- 長沼四郎左衛門徳郷
- 西尾源左衛門克忠
- 西尾源左衛門
- 赤木六大夫長定
- 白神伊輔正則[1]

## 関連史跡
白神伊輔の墓
倉敷市中島の高蔵寺
白神光蔵源信流先生之碑
倉敷市船穂町水江
門人によって建てられた碑。中原有昇撰文。
船穂神社の奉納額「起倒流・不遷流・平正流」
1927年11月（昭和2年）に船穂神社へ献額された奉納額である。
高弟・萩原米吉
免許・小山小平、萩原弥三郎、萩原良三郎、坪井貫三、中原正平、萩原与蔵、萩原房吉、小野清吉、萩原嘉吉、武部勇、松田清一、若林醇治、中原順平、大橋兼治、白神貞一、萱谷金太郎、白神与一、白神清作
住人・白神光蔵源信流、白神栄松源正流、白神業四郎源義忠